# Agrochola unicolor
Agrochola unicolor är en fjärilsart som beskrevs av Tutt 1892. Agrochola unicolor ingår i släktet Agrochola och familjen nattflyn. Inga underarter finns listade i Catalogue of Life.